# 2010年汤姆斯杯和尤伯杯羽毛球赛
2010年汤姆斯杯和尤伯杯羽毛球团体锦标赛于2010年5月9日至5月16日在马来西亚的吉隆坡举行。这是第26届汤姆斯杯男子羽毛球赛和第23届尤伯杯女子羽毛球赛。
中国男队在决赛中3-0战胜印尼，实现汤姆斯杯四连冠；而以新人为主的中国女队在决赛中意外1-3不敌韩国，止步尤伯杯六连冠，此项赛季的14年不败也被终结。

## 參賽隊伍
| 所屬聯合會 | 隊伍                     | 隊伍                       |
| 所屬聯合會 | 湯姆斯杯                 | 尤伯杯                     |
| ---------- | ------------------------ | -------------------------- |
| 亞洲       | 印度尼西亞 · 印度 · 日本 | · 印度尼西亞 · 印度 · 日本 |
| 非洲       | 奈及利亞                 | 南非                       |
| 歐洲       | 丹麦 · 波蘭 · 德国       | 丹麦 · 俄羅斯 · 德国       |
| 大洋洲     |                          |                            |
| 美洲       | 秘魯                     | 美国                       |
| 衛冕冠軍   | 中国                     | 中国                       |
| 主辦國     | 马来西亚                 | 马来西亚                   |